# Kilrea
Kilrea (de l'irlandais Cill Ria qui signifie église sur la colline) est une commune du comté de Londonderry en Irlande du Nord.
Kilrea tire son nom de l'église Saint-Patrick d'Irlande qui surplombe la ville. Elle est située près de la rivière Bann, qui marque la limite entre le comté de Londonderry et le comté d'Antrim. En 2016, sa population était de 2 850 personnes. Elle est située dans le district de Causeway Coast and Glens.

## Histoire
La tradition veut que saint Patrick visita la région au Ve siècle, une histoire reproduite récemment dans le livre The Fairy Thorn publié par des historiens locaux.
Durant la colonisation de l'Ulster (Plantation of Ulster), Kilrea et certaines villes environnantes ont été accordées à la Vénérable compagnie des Merciers par le roi Jacques Ier comme règlement pour services rendus,. Leur quartier général à Ulster était à proximité de Movanagher sur les rives de la rivière Bann. Aujourd'hui, Kilrea est une ville de marché et un centre commercial du district.
Le village est centré sur The Diamond qui comprend le Monument commémoratif érigé en l'honneur des hommes de Kilrea tués pendant la Première Guerre mondiale
. La commune est en vedette dans la chanson orangiste Sprigs of Kilrea de Sam Carson. Elle est également mentionnée dans la chanson Kitty the rose of Kilrea du groupe The Irish Rover band.

### Conflit nord-irlandais
À Kilrea, sept personnes sont mortes dans des actes de violence liés au Conflit nord-irlandais (The Troubles en anglais). Cinq d'entre elles ont été tuées par l'Armée républicaine irlandaise provisoire (PIRA) et deux par l'Ulster Defence Association (UDA), sous le nom de couverture de Ulster Freedom Fighters (UFF) pour ne pas rendre l'UDA hors-la-loi. Toutes les victimes de la PIRA étaient des membres actuels ou anciens des forces de sécurité, dont deux appartenant à la Police royale de l'Ulster, un actuel et un ancien membre du Ulster Defence Regiment, et un membre de l'armée de réserve de l'armée britannique. Tous étaient protestants et trois sur les cinq étaient de service quand ils ont été tués. Selon l'Index des décès de Sutton, les deux hommes tués par l'UFF étaient d'anciens membres de l'IRA. Au moment de leur mort, ils étaient tous deux affiliés au Sinn Féin. Les deux étaient catholiques.
Des sept tués dans les troubles de Kilrea, tous ont été tués dans des incidents séparés et tous ont été abattus par balle à l'exception d'un des officiers de la Police royale, qui a été tué par un dispositif piège pendant une patrouille.
Alors que les décès dans de nombreuses autres régions furent concentrés au début des années 1970, ils furent répartis entre 1976 et 1992 à Kilrea.

### FestivalFairy Thorn
Une caractéristique de Kilrea est son arbre Fairy Thorn (Fée Épine en français) situé sur le domaine de la Première Église Presbytérienne de Kilrea. C'est le point central du festival intercommunautaire annuel de la ville qui a lieu pendant l'été.

## Personnalités liées à la commune
- Martin O'Neill, entraîneur de football nord-irlandais, actuel sélectionneur de l'équipe de république d'Irlande de football ;
- John Dallat, premier maire nationaliste de l'arrondissement de Coleraine ;
- Monica McWilliams, universitaire et ancienne politicienne.

## Chemins de fer
La gare de Kilrea a été ouverte par le Derry Central Railway le 18 février 1880. La ligne a été reprise par le Northern Counties Committee en septembre 1901.
La gare a été fermée aux passagers le 28 août 1950 par l'Ulster Transport Authority.

## Sport
- Kilrea Angling Club
- Kilrea Camogie Club
- Kilrea Golf Club
- Kilrea Pádraig Pearses GAC
- Kilrea United Football Club
- Manor Golf and Sports Club
- Go Pro Kart Racing Movanagher Road
- Kilrea Sports Complex

## Éducation
- École primaire de Kilrea
- École primaire de St-Columba
- Collège de St-Paul
- École primaire de Crossroads

## Religion
- Église presbytérienne de Boveedy

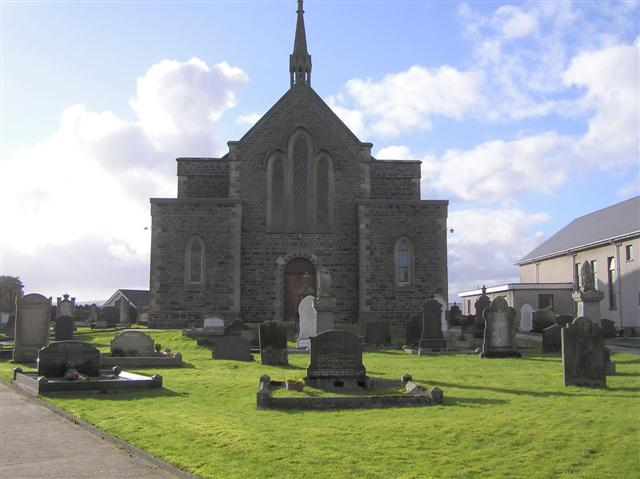
Première Église Presbytérienne de Kilrea

- Première Église Presbytérienne de Kilrea
- Église baptiste de Kilrea
- Deuxième église presbytérienne de Kilrea
- Église catholique romaine de St-Anne

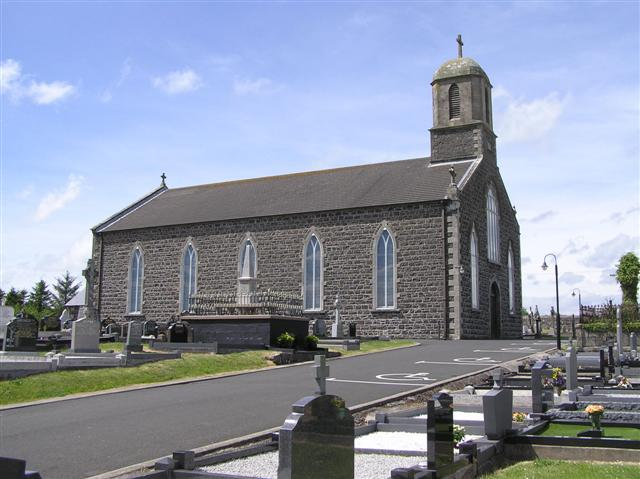
Église catholique romaine de Drumagarner

- St-Patrick Église d'Irlande
- Église catholique romaine de Drumagarner

## Population en 2016
Kilrea est classé comme commune intermédiaire par la Northern Ireland Statistics and Research Agency (population comprise entre 2 250 et 4 500 personnes). Le 30 juin 2016, la population estimée était de 2 850 personnes, dont :
- 24,0% avaient moins de 16 ans et 14,6% avaient 65 ans ou plus
- 50,3% étaient des hommes et 49,7% des femmes